# Janet Lee
Janet Lee (* 22. Oktober 1976 in Lafayette, Indiana, Vereinigte Staaten) ist eine ehemalige taiwanische Tennisspielerin.

## Karriere
Lee begann im Alter von fünf Jahren mit dem Tennissport. Trainiert wurde sie von ihrem Vater.
In ihrer Profikarriere gewann sie drei Doppeltitel auf der WTA Tour, allesamt auf Hartplatz und zwei davon an der Seite ihrer indonesischen Doppelpartnerin Wynne Prakusya. 2001 besiegten sie beim WTA-Turnier im kalifornischen Stanford die Paarung Nicole Arendt/Caroline Vis und in Doha 2003 María Vento-Kabchi und Angelique Widjaja. Dazwischen gewann Lee zusammen mit Anna Kurnikowa 2002 den Titel beim WTA-Turnier in Schanghai.
Für das taiwanische Fed-Cup-Team bestritt sie zwischen 1998 und 2002 nicht weniger als 37 Partien, von denen sie 29 gewinnen konnte.

## Turniersiege

### Doppel
| Nr. | Datum              | Turnier  | Kategorie    | Belag     | Partnerin      | Finalgegnerinnen                     | Ergebnis      |
| --- | ------------------ | -------- | ------------ | --------- | -------------- | ------------------------------------ | ------------- |
| 1.  | 29. Juli 2001      | Stanford | WTA Tier II  | Hartplatz | Wynne Prakusya | Nicole Arendt Caroline Vis           | 3:6, 6:3, 6:3 |
| 2.  | 15. September 2002 | Shanghai | WTA Tier IV  | Hartplatz | Anna Kurnikowa | Rika Fujiwara Ai Sugiyama            | 7:5, 6:3      |
| 3.  | 15. Februar 2003   | Doha     | WTA Tier III | Hartplatz | Wynne Prakusya | María Vento-Kabchi Angelique Widjaja | 6:1, 6:3      |

## Abschneiden bei Grand-Slam-Turnieren

### Einzel
| Turnier         | 1993 | 1994 | 1995 | 1996 | 1997 | 1998 | 1999 | 2000 | 2001 | 2002 | 2003 | 2004 | 2005 | 2006 | Karriere |
| --------------- | ---- | ---- | ---- | ---- | ---- | ---- | ---- | ---- | ---- | ---- | ---- | ---- | ---- | ---- | -------- |
| Australian Open | —    | —    | —    | 1    | —    | 1    | 3    | 1    | 1    | 1    | —    | —    | —    | —    | 3        |
| French Open     | —    | —    | —    | —    | 1    | 1    | 1    | —    | —    | 1    | —    | —    | —    | —    | 1        |
| Wimbledon       | —    | —    | —    | —    | —    | 2    | 2    | —    | 2    | 1    | 1    | —    | —    | —    | 2        |
| US Open         | 1    | —    | 2    | —    | 2    | 1    | 1    | 3    | —    | —    | —    | —    | —    | —    | 3        |

### Doppel
| Turnier         | 1993 | 1994 | 1995 | 1996 | 1997 | 1998 | 1999 | 2000 | 2001 | 2002 | 2003 | 2004 | 2005 | 2006 | Karriere |
| --------------- | ---- | ---- | ---- | ---- | ---- | ---- | ---- | ---- | ---- | ---- | ---- | ---- | ---- | ---- | -------- |
| Australian Open | —    | —    | —    | —    | 2    | 2    | 1    | —    | 2    | 2    | 2    | 2    | AF   | 2    | AF       |
| French Open     | —    | —    | —    | —    | 1    | 2    | 1    | —    | 2    | 1    | 1    | 1    | 1    | —    | 2        |
| Wimbledon       | —    | —    | —    | —    | 1    | 2    | —    | —    | 1    | AF   | 2    | 2    | 2    | —    | AF       |
| US Open         | —    | —    | 1    | 2    | 1    | 2    | —    | —    | —    | 2    | 1    | VF   | 2    | —    | VF       |